# Hemischizocranium bessi
Hemischizocranium bessi är en insektsart som beskrevs av Leonard D. Tuthill 1956. Hemischizocranium bessi ingår i släktet Hemischizocranium och familjen spetsbladloppor. Inga underarter finns listade i Catalogue of Life.